# Пшичина-Дольна
Пшичина-Дольна (пол. Przyczyna Dolna) — село в Польщі, у гміні Всхова Всховського повіту Любуського воєводства.
Населення — 467 осіб (2011).
У 1975-1998 роках село належало до Лешненського воєводства.

## Демографія
Демографічна структура станом на 31 березня 2011 року:
|          | Загалом | Допрацездатний вік | Працездатний вік | Постпрацездатний вік |
| -------- | ------- | ------------------ | ---------------- | -------------------- |
| Чоловіки | 247     | 51                 | 180              | 16                   |
| Жінки    | 220     | 44                 | 139              | 37                   |
| Разом    | 467     | 95                 | 319              | 53                   |